# Phytoliriomyza ornata
Phytoliriomyza ornata är en tvåvingeart som först beskrevs av Johann Wilhelm Meigen 1830.  Phytoliriomyza ornata ingår i släktet Phytoliriomyza, och familjen minerarflugor. Arten har ej påträffats i Sverige.